# Jorge Meléndez
Jorge Meléndez (San Salvador; 15 de abril de 1871-San Salvador, 22 de noviembre de 1953) fue un político salvadoreño, hermano de don Carlos Meléndez y cuñado del doctor Alfonso Quiñónez Molina, quien fue Presidente de la República de El Salvador del 1 de marzo de 1919 al 1 de marzo de 1923.

## Biografía
Fueron sus padres: Rafael Meléndez, hombre honrado de oficio sastre, casado con la distinguida señorita Mercedes Ramírez, (hija del Norberto Ramírez, que fue presidente de El Salvador del 20 de septiembre de 1840 al 7 de enero de 1841, de origen Nicaragüense, y había sido Presidente también de la república de Honduras).
Hermanos de Jorge Meléndez: Rafael, Francisco, Guillermo, Carmen de Letona y una monja Sor Meléndez; Carlos que fue presidente de El Salvador: 9 de febrero de 1913 a 29 de agosto de 1914 y 1.º de marzo de 1915 al 21 de diciembre de 1918, y Leonor (casada con Alfonso Quiñónez Molina, Presidente de la República de El Salvador: 29 de agosto de 1914 al 1 de marzo de 1915, 21 de diciembre de 1918 a 1 de marzo de 1919 y 1 de marzo de 1923 al 1 de marzo de 1927).
Fruto de su matrimonio con Tula Mazzini, nacieron 3 hijos: Jorge (falleció en plena juventud), María de los Ángeles y Ricardo.

## Ascenso al poder

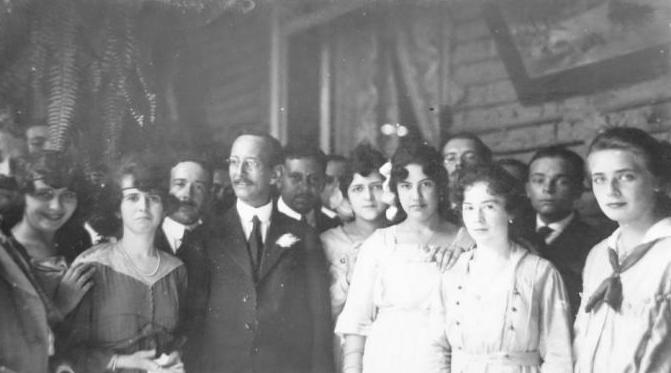
Jorge Meléndez con trabajadoras públicas 1919

Jorge Meléndez fue elegido por el período 1919-1923 y recibió la Presidencia de la República de su cuñado el Alfonso Quiñónez Molina, el 1 de marzo de 1919. Como vicepresidente, quedó el Dr. Quiñónez.                                                                                                                                                                    
Gobierno de Jorge Meléndez

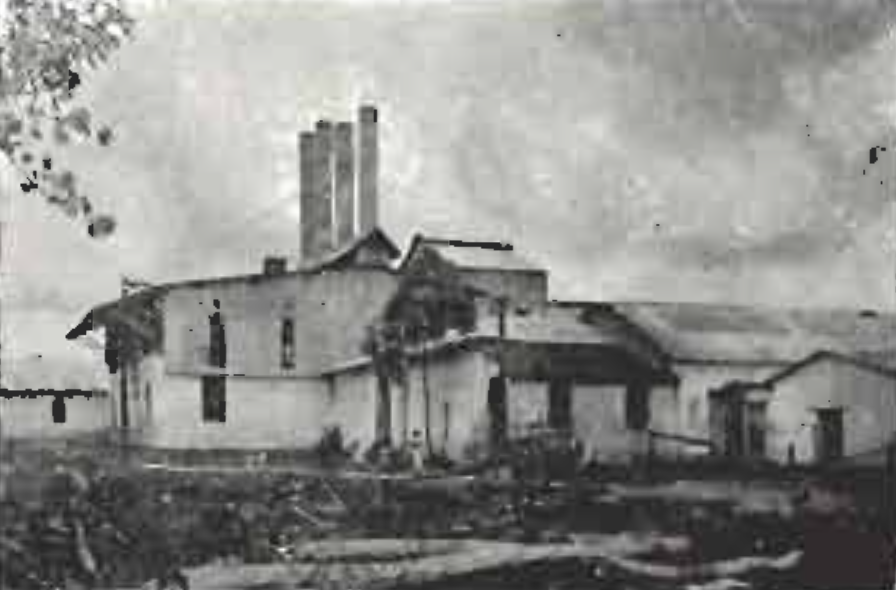
La hacienda azucarera Venecia propiedad de Jorge Meléndez

La Dinastía Meléndez Quiñonez que inicio tras el asesinato del Presidente Manuel Enrique Araujo tenía la tradición de dar el cargo presidencial usando el Nepotismo como herramienta principal para dicha acción, la dinastía empezó con el presidente Carlos Meléndez un latifundista de las familias cafetaleras en El Salvador, que tras su fallecimiento su hermano Jorge Meléndez lo sustituyó en el cargo presidencial continuando las políticas de su antecesor, Para 1922 Jorge Meléndez tuvo que enfrentar altos escándalos de corrupción, déficit económico, desastres naturales y bajos aumentos salariales a empleados públicos a la vez tuvo lidiar con la deuda externa heredada de la federación centroamericana fue así que el gobierno de Meléndez tuvo que hacer millonarios préstamos y contratos de arrendamiento hacia los puertos marítimos, y transportes ferroviarios con durabilidad de 15 años hacia los Bancos estadounidenses y la United Fruit Company, esto provocó manifestaciones a nivel nacional las cuales terminaron siendo reprimidas por la Policía Nacional.                                                                                                                                                                   A mediados de 1918, Jorge Meléndez (hermano menor de Carlos) y Quiñónez fundaron el Partido Nacional Demócrata (PND) para consolidar sus redes y alianzas políticas. Toda actividad política fuera del partido fue pronto ilegalizada. Durante la presidencia de Carlos, los hermanos Meléndez presentaron su gobierno y una ruptura con el pasado del país de violencia faccional y revoluciones. En un panfleto titulado "Orientaciones económicas del presidente Meléndez", Jorge elogió la presidencia de su hermano por haber derrotado... caudillismo En nombre de un "gobierno civilizado", presentaron esta imagen liberal y democrática del gobierno para justificar la centralización del poder en su gobierno, el Club Melendista y el PND.  .En el período previo a las elecciones presidenciales de 1919 (Elecciones presidenciales salvadoreñas de 1919), Carlos no designó un sucesor presidencial, por lo que Quiñónez y Tomás García Palomo (el ministro de gobierno y finanzas de Carlos) se enfrentaron entre sí.    Durante las elecciones municipales de diciembre de 1918, los partidarios de Quiñónez y Palomo se enfrentaron en los colegios electorales, con un saldo de unas 100 personas muertas y 200 heridas. Las elecciones resultaron en la victoria de los aliados de Quiñónez, lo que prácticamente le aseguró la victoria en las elecciones presidenciales.  El 21 de diciembre de 1918, Carlos renunció a la presidencia por enfermedad y Quiñónez asumió la presidencia, lo que lo descalificó para participar en las elecciones. Palomo posteriormente se retiró de la contienda porque no quería competir contra Quiñónez, ya que este consideraba presentarse de todos modos.Una semana antes de las elecciones, Quiñónez seleccionó a Jorge como candidato del PND Arturo Araujo (no relación con Manuel Enrique Araujo) El presidente del Partido Laborista Salvadoreño también anunció su propia campaña. En respuesta, Jorge y Quiñónez ordenaron al presidente de la Corte Suprema de Justicia de El Salvador, Pío Romero Bosque, que se postulara, y planearon que recibiera más votos que Arturo Araujo para humillarlo. La elección resultó en que Jorge obtuvo el 97% de los votos, Romero el 2% y Arturo Araujo el 1%. 

## Revuelta
Después de tomar posesión el candidato oficial, Araujo y el General Juan Amaya intentaron una Revolución transfronteriza con el aparente apoyo del gobierno de Honduras, entraron a El Salvador con trescientos colaboradores. El ejército Salvadoreño los derrotó tras una dura batalla, y ellos tuvieron que replegarse en Honduras.<El Salvador Twentieth Century, Percy Falcke Martin, Longmans Green & Co. 1911> 
En las elecciones presidenciales de 1919 hubo un fraude, encabezado por el clan Meléndez-Quiñonez, quienes establecieron el control político sobre todo el país. Después de las elecciones que fueron robadas, la Guardia Nacional fue enviada a arrestar al candidato opositor Arturo Araujo.
Las catorce familias es un referente de la oligarquía que controló la mayoría de las tierras y la riqueza en El Salvador durante los siglos 19 y 20, incluidos los apellidos de Sola, Llach, Hill, Duenas, Dalton Regalado, Quinonez y Salaverría. 
Después de tomar posesión el candidato oficial, Araujo y el General Juan Amaya intentaron una Revolución transfronteriza con el aparente apoyo del gobierno de Honduras, entraron a El Salvador con trescientos colaboradores. El ejército Salvadoreño los derrotó tras una dura batalla, y ellos tuvieron que replegarse en Honduras.